# Heves
Heves (németül: Hewesch) város Heves vármegyében, a Hevesi járás székhelye. A vármegye negyedik legnépesebb települése, továbbá 9931 hektáros kiterjedésével a megye legnagyobb közigazgatási területű települése.

## Fekvése
Heves vármegye délkeleti részén fekvő város. Heves vasútállomása a Kál-Kápolna-Kisújszállás mellékvasútvonalon található, ahol a vonal két végállomásáig közlekedő vonatok járnak.
A város a 31-es főút mellett fekszik, az M3-as autópályától 18 kilométerre. Északnyugati irányban Gyöngyös, délkelet felé pedig Kisköre irányában indulnak innen mellékutak (3204-es és 3209-es számmal), továbbá Pély és Kál felé (utóbbi száma 3207-es).
Heves komolyabb elővárosi autóbusz-forgalommal nem rendelkezik. Helyközi járatok kötik össze Egerrel, Gyöngyössel, Jászberénnyel és Kiskörével. Távolsági járattal elérhető ezen kívül Budapest, Debrecen, Gyula, Szeged és Tiszafüred.
A városhoz - már mint belterület - tartozik Pusztacsász, valamint Alatka és több más külterületi lakott hely is, összesen néhány száz lakossal.

## Nevének eredete
A város nevét 1203-ban említi először oklevél „Hewes” alakban. Később „Heues”-nek vagy „Henes”-nek írják. A hő főnév származékából, a heves melléknévből ered. Számításba jöhet a „héves”, hévforrásos hely, valamint a település környékén található hirtelen felmelegedő homoktalaj is a névadást illetően.
A város neve sokszor fordul elő szólásokban, általában melléknévi értelemben. A „nem Hevesben vagyunk” szólásváltozattal türelemre intünk
Az egész országban ismert szólásváltozatok: Él, mint Marci Hevesen. Jó dolgunk van, mint Marcinak Hevesen. Nyílik, mint Marci Hevesen. Ezek a következő rokon értelmű kifejezésekre utalnak: jól él, könnyen boldogul, vidáman telnek napjai, urasan éldegél

### Szóláshasonlatok versekben
- Kormos István Karcos torokkal című versében: „Csákót néki pirosat! Marci jő Hevesről.”
- Ladányi Mihály Szegény költők dalában: „Vagánykodom, s a világ ellen / szólok hevesen,/ mért nem én lettem Marci Hevesen.”

## Története
Heves területén a legkorábbi állandó település a szkíták korában volt. Jelentős honfoglaláskori sírleletek is előkerültek a városban.
Az I. István által létrehozott vármegyerendszerben Heves várispánság szerepét töltötte be, tulajdonosa a király volt. A közigazgatás mellett egyházi szerepe is jelentős volt, a vármegye déli részének főesperességi székhelyeként működött a Nagyvárad–Debrecen–Gyöngyös–Csehország és a Pest–Jászberény–Miskolc–Kassa kereskedelmi út mentén fekvő településen.
Első említése 1203-ból való Hewes néven. Ekkora térségi vezető szerepe már megszilárdult, temploma is ekkor épült. 1271-ben V. István országgyűlést is tartott itt. A 13. század végén a Kompolti, majd az Országh család tulajdonába került. A sok kézműves lakhelyéül szolgáló települést először 1467-ben említik mint mezőváros. Ekkor Országh Mihály vezetésével itt ülésezett Heves vármegye közgyűlése.
A város 15. századi virágzásának a törökök vetettek véget. A város Hatvan 1544-es eleste után került török kézre, és mint gazdag élelmiszerforrás működött. 1567-ben a hatvani bég leromboltatta a várost a környező (Pély, Vezekény, Hanyi) falvakkal együtt, majd 1596-ban elűzték a még megmaradt korábbi lakosságot, törökök költöztek a várba.
A császári csapatok 1685. október 16-án szerezték vissza a várost, ám 1686-ban a törökök ismét elfoglalták, ismételt kiűzésükre 1688-ban került sor. A környéket az udvartól Glöcksberg Dietrich vásárolta meg. Megindult a mezőváros újranépesedése. Nagy számban érkeztek jobbágyok a Bükkaljáról, illetve Felvidékről, de több nemesi család és pár német telepes is lakhelyéül választotta Hevest. A 18. században a lakosság nagy része zsellér és pár jobbágy nélküli kisnemes, valamint hét közép- és nagybirtokos volt.
Leírás a településről a 18. század végén:			
```
"HEVES: Magyar mező város, Heves, és Kül. Szolnok Várm. Földes ura G. Berényi, és több Uraságok, lakosai katolikusok, és reformátusok, fekszik Egerhez 4 mértföldnyire, ’s az Uraságoknak külömbféle épűlettyeivel ékesíttetik, hajdan az egész Vármegyének ékessége vala, földgyének némely része trágyázás nélkűl is termékeny, réttyei jók, piatzozása Gyöngyösön, Egerben nem meszsze, legelője elég, keresetre jó módgya, száraz malma helyben van."
 	
(
Vályi András
: 
Magyar országnak leírása
, 
1796
–
1799
)
```

Hevesben a földbirtokok rendezésére csak 1860-ban került sor. Ám ezt követően a mezőgazdaság nagymértékben növelte termelékenységét. Ekkor alakult ki a hevesi görögdinnye országos presztízse is. A város lakossága nagyban megnőtt, élénk kulturális és társadalmi élet alakult ki a járásszékhelyen. A város fellendülése az első világháború idején megakadt, a két háború között is csak kisebb gazdasági fejlődés volt tapasztalható, bár a település lakossága nagyban nőtt az Újtelep kiépültével.
A második világháború nagy számban szedett áldozatokat. 350 zsidó lakost szállítottak koncentrációs táborokba. Később a megmaradt polgári lakosságból szép számban kerültek gulágba is. 1944. december és 1945 márciusa között a városban volt a 2. Ukrán Front főhadiszállása.
Az 1945-ös földosztást követően a termőföldszerkezet nagyban elaprózódott, a korszerűtlen termelőeszközök mellett Heves sokat vesztett jelentőségéből. Az 1960-as években kisebb urbanizálódási folyamat indult meg, melynek keretében a közintézményrendszer lassan kiépült. 1984-ben kapott városi rangot.
Az 1990-es években a termelőszövetkezet megszűnt, a helyi nagyüzemeket nagyrészt privatizálták, a termelést racionalizálták. Ennek következtében a várost nagyban sújtja a munkanélküliség.

## Közélete

### Polgármesterei
- 1990–1994: Dr. Hegedűs György (nem ismert)[6]
- 1994–1998: Kontra Gyula (MSZP)[7]
- 1998–2002: Kontra Gyula (MSZP)[8]
- 2002–2006: Kontra Gyula (MSZP)[9]
- 2006–2010: Csáki Zsigmond (Fidesz)[10]
- 2010–2014: Csáki Zsigmond (független)[11]
- 2014–2019: Sveiczer Sándor Péter (Fidesz-KDNP)[12]
- 2019–2024: Sveiczer Sándor (Fidesz-KDNP)[13]
- 2024– : Sveiczer Sándor (Fidesz-KDNP)[1]

## Népesség
A település népességének változása:
| Lakosok száma | 10 864 | 10 746 | 10 275 | 9937 | 9923 | 9863 |
|               | 2013   | 2014   | 2018   | 2022 | 2023 | 2024 |

### Népcsoportok
2001-ben a település lakosságának 96,5%-a magyar, 3%-a cigány és 0,5%-a szlovák nemzetiségűnek vallotta magát.
A 2011-es népszámlálás során a lakosok 91,4%-a magyarnak, 8,8% cigánynak, 0,2% németnek mondta magát (8,5% nem nyilatkozott; a kettős identitások miatt a végösszeg nagyobb lehet 100%-nál).
2022-ben a lakosság 89,6%-a vallotta magát magyarnak, 2,9% cigánynak, 0,3% németnek, 0,1-0,1% ukránnak és románnak, 1,3% egyéb, nem hazai nemzetiségűnek (10,3% nem nyilatkozott; a kettős identitások miatt a végösszeg nagyobb lehet 100%-nál).

### Vallási összetétel
Vallási összetétel a 2011-es népszámlálás alapján
| Vallási közösség                               | Arány (%) |
| ---------------------------------------------- | --------- |
| Római katolikus                                | 52,7      |
| Görög katolikus                                | 0,2       |
| Református                                     | 4,2       |
| Evangélikus                                    | 0,3       |
| Más vallási közösséghez, felekezethez tartozik | 1,1       |
| Vallási közösséghez, felekezethez nem tartozik | 18,1      |
| Ateista                                        | 0,8       |
| Nem kívánt válaszolni, nincs válasz            | 22,6      |

2022-ben vallásuk szerint 37,7% volt római katolikus, 3,9% református, 0,2% görög katolikus, 1,3% egyéb keresztény, 0,7% egyéb katolikus, 16,7% felekezeten kívüli (39,5% nem válaszolt).

## Gazdasága
Heves gazdasági szempontból igen elmaradott térsége Magyarországnak. Magas a munkanélküliség. A helyiek jelentős része kénytelen ingázni. A város elsődleges megélhetési forrása továbbra is a mezőgazdaság. A város nagy hírnévnek örvendő terménye a dinnye, de egyéb gyümölcsök (alma, őszibarack, meggy, szilva), a napraforgó, a búza, az árpa és a kukorica termelése is kiemelkedő. Bár a termelőszövetkezet megszűntével jelentősen apadt, de továbbra is nagy mennyiségű állatállomány van a városban. A jellemző fajok a sertés, a baromfiak, a szarvasmarha, a juh, a ló és a nyúl.
A városban a rendszerváltás előtt gépgyártás folyt. Ez mára szinte teljesen megszűnt. Helyét részben a könnyűipar vette át, ám nagyrészt üresen állnak a korábbi termelőegységek. A fejlett mezőgazdaság ellenére az élelmiszeripar csak kisvállalkozások formájában van jelen, messze alulmarad a szükségleteknek.
A város közepesen fejlett szolgáltatási és kereskedelmi szektorral rendelkezik. Több nagyobb élelmiszer-áruház mellett a kisvállalkozások is képviseltetik magukat ebben a gazdasági ágazatban. Turizmusa nagyban fellendülőben van, amit a Tisza-tó közelségének is köszönhet.

## Helyi média
Hevesen fogható FM rádiók:
- Bartók Rádió - FM 90,7 MHz
- Szent István Rádió -  FM 91,8 MHz
- Rádió 1 - FM 93,7 MHz
- Kossuth Rádió - FM 95,5 MHz
- Trió FM - FM 97,7 MHz
- Dankó Rádió -  FM 99,8 MHz
- Petőfi Rádió - FM 102,7 MHz
- Retro Rádió - FM 104,7 MHz

Online média:
- Hevesi Hírportál

Nyomtatott sajtó:
- Hevesi Hírek

## Kultúra, oktatás, sport
Hevesen négy óvoda és öt általános iskola működik. Az Eötvös József Református Oktatási Középiskolában szakmunkás-, szakközépiskolai, négy évfolyamos gimnáziumi képzés folyik. A település továbbá Heves vármegye déli részének felnőttképzésének központja is.

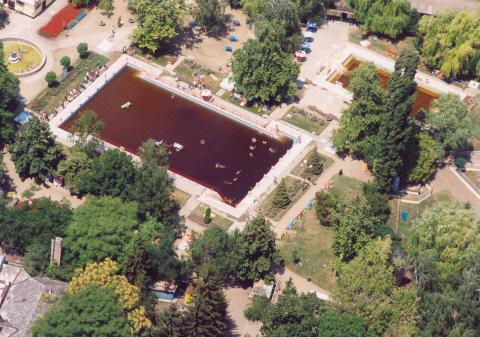
Az egykor népszerű strandfürdő 2008 óta zárva tart

A város jelentős központi kulturális intézménye a Móricz Zsigmond Művelődési Központ. Emellé társul a Gyermekház és a 12 ezer kötettel rendelkező Városi Könyvtár. A zenei élet helyi szereplői a Hevesi Fúvós- és Majorette Együttes és a Hevesi Kamarazenekar. A városban minden évben a Magyar Képzőművészeti Egyetem hallgatói számára megrendezik a Képzőművészeti Alkotótábort, amely laikus látogatókat is vonz.
A városban labdarúgó-szakosztály is működik Hevesi LSC néven. Heves felnőtt csapata jelenleg a NB III. labdarúgó osztályban szerepel.
2023. április 4-én átadták a város teljesen újonnan épült tanuszodáját, melynek az egykori legendás hevesi úszóedző, Bánfalvi Zsigmond lett a névadója.
A település közéleti havilapja az önkormányzati szerkesztésű Heves című újság. Továbbá évente három-négy alkalommal megjelenik a Műhely című helyi kulturális lap is.

## Nevezetességei

#### Római katolikus templom (részben gótikus)

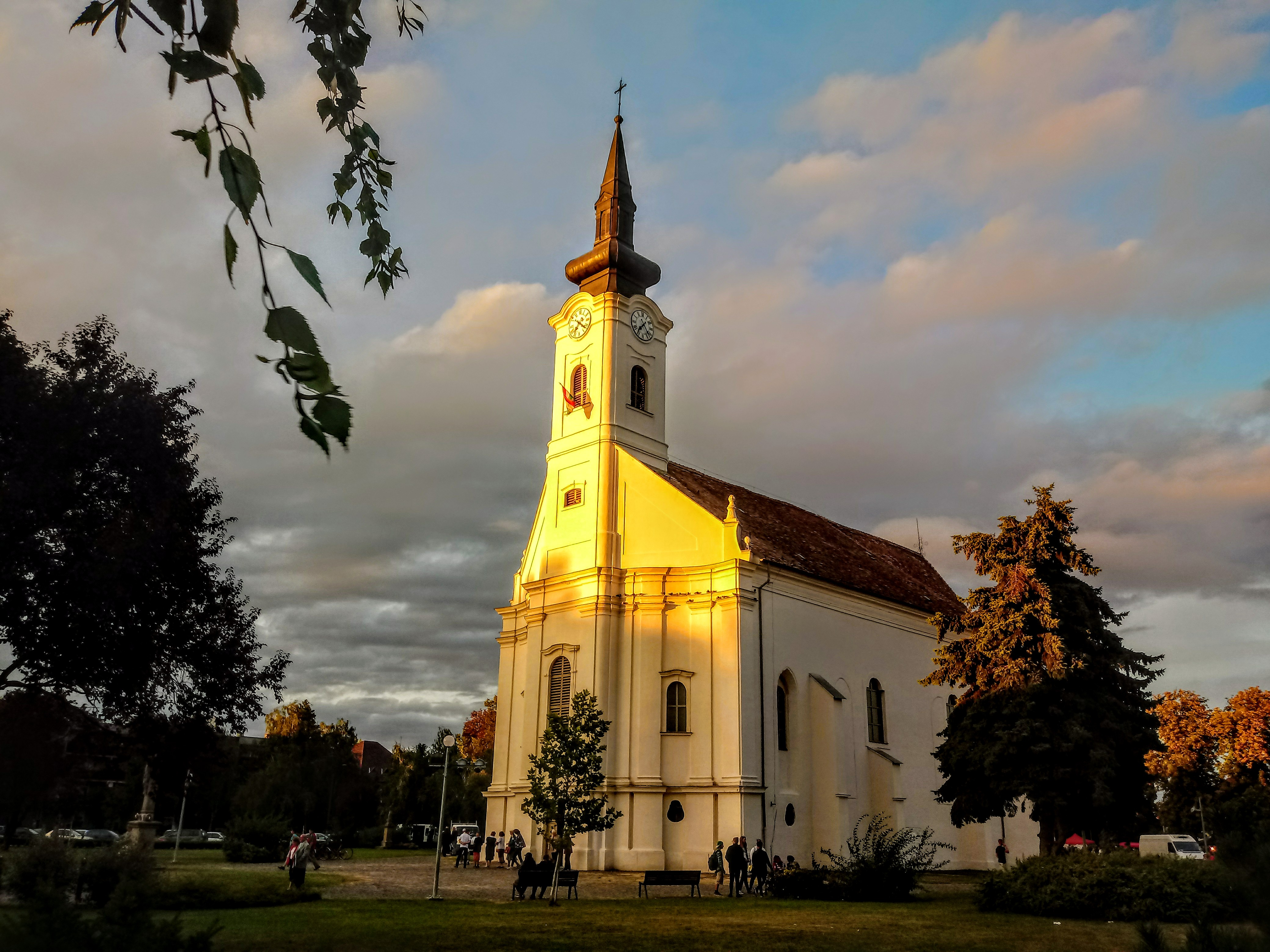

A templom a XIII. században épült, majd a XV. században gótikus stílusban alakították át. A török hódoltság után, az 1770-es években Haller Sámuel tábornoknak köszönhetően toronnyal bővítették, és barokk stílusban építették újjá. Falait támpillérek erősítik, 1969-es felújítása során északi és déli homlokzatán gótikus ablak- és ajtórészleteket tártak fel. A XVIII. századi barokk főoltárkép Krisztus megkeresztelését, a mennyezeti freskók Keresztelő Szent János életének eseményeit ábrázolják Antoine Rosiertől. A berendezések zöme szintén a XVIII. század második feléből származik. A templomkertben csatornaépítés során 1966-ban találtak rá a templom 1465-ben készített gótikus harangjára, melyet felirata szerint Pál mester készített. Nepomuki Szent János 1768-ban készült homokkőszobra a templomban található, míg másolata a kertben áll.

#### Hevesi Füves Puszták Tájvédelmi Körzet
A 8 199 hektár területen fekvő Hevesi Füves Puszták TK a Bükki Nemzeti Park Igazgatóságához tartozó szabadon látogatható terület, mely a Tisza-völgy és a Mátra közt terül el. Kavicsos, homokos alapját az északról érkező vízfolyások hordalékkúpjai alakították ki.

#### Sakktörténeti Gyűjtemény
A templom melletti kis utcában található a Sakkmúzeum, amely Dobroviczki Ferenc magángyűjteményeként jött létre. Régi sakk-készletek, érmék, versenyzők arcképei, híres játszmák láthatók itt. A kiállítás egyedülálló az országban, de a világon is mindössze négy sakkmúzeum található.

#### Hevesi Helytörténeti Gyűjtemény
A város főterén álló klasszicista épület 2005 óta ad otthont a Hevesi Helytörténeti Gyűjteménynek. Az állandó kiállítás Heves helytörténetéből és néprajzából ad ízelítőt.  Az időszaki kiállítások Dél-Heves természeti és régészeti értékeit, valamint az 1956-os forradalom és szabadságharc helyi eseményeit, résztvevőit mutatják be.  Az épület egyik szárnyában Kő Pál szobrászművész állandó kiállítása tekinthető meg.

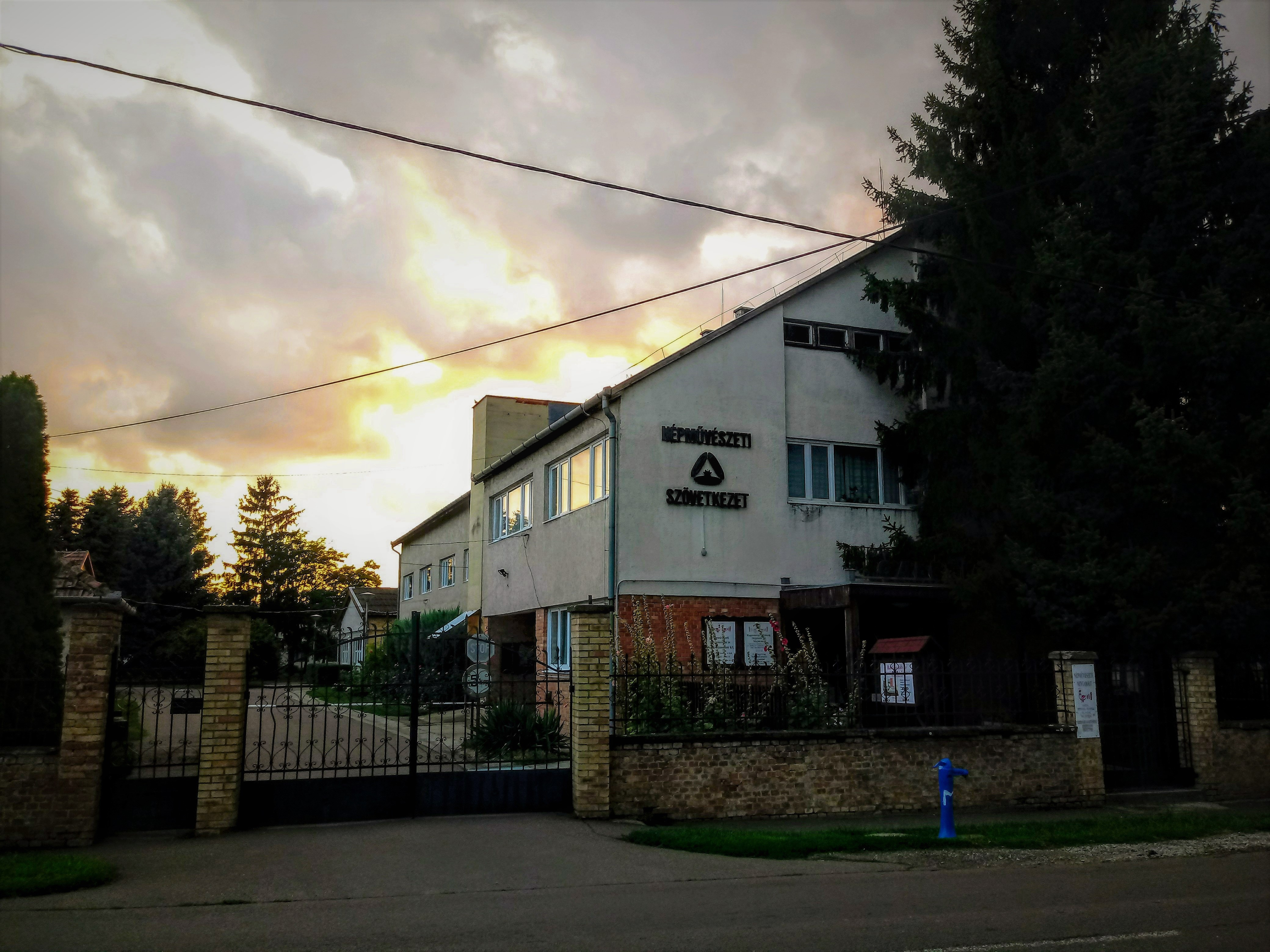

#### Hevesi Népművészeti és Háziipari Szövetkezet
A Pély felé vezető Kossuth utcában, a volt Radics-kúriában működik a Hevesi Népművészeti és Háziipari Szövetkezet központja. A szövetkezetben sok népi iparművész dolgozik, legszebb alkotásaik a kúriaépület bemutatótermében tekinthetők meg. Az udvarban található másik, felújított Radics-kúriát kiállítóhelyként üzemeltetik. A hevesi szőttes alapozta meg a város nemzetközi ismertségét.

#### Radics Kúria Kiállítóhely
Hevesen a Radics kúria a XIX. század első felében, klasszicista stílusban épült. A Radics kúria jelenleg a Hevesi Népművészeti és Háziipari Szövetkezet kiállítóhelye.

#### Dobóczky-kúria
Hevesen a Dobóczky-kúriát 1842-ben Dobóczky Imre építette. A családnak tisztségeik révén jelentős szerepük volt Heves életében. Az épület külsejében ma is őrzi eredeti formáját, sokáig az Eötvös József Középiskola fiúkollégiuma volt.

#### Remenyik-kastély
Hevesen a Remenyik-kúriát 1840 körül építették. Nyolc holdas park vette körül. A család áldozatkészségével elősegítette Heves fejlődését. Remenyik József az Önkéntes Tűzoltó Egyesület megalapítója volt, fia, István főszolgabíró. Napjainkban a Gondozási Központ működik az épületben.

#### Halász-kastély
Hevesen a helyiek Halász-kastély néven említik, de módos zsidó polgárházról van szó, melyet Halász Viktor kereskedő épített az 1930-as években. Halász Viktor foglalkozott szőlőtermeléssel, borkereskedelemmel, részvényese volt egy szénbányászati vállalatnak is. (Ezért látható az épület homlokzatán a címerében szőlő és bányászkalapács.) Építésmódja, megjelenése az úri igényességet és fényűzést fejezi ki.

#### Hevesi dinnye
A hevesi dinnyének állít emléket Janzer Frigyes Dinnyehordó lány című alkotása.

## Testvérvárosai
- Breganze, Olaszország
- Csíkszereda, Románia
- Gyergyócsomafalva, Románia
- Aalburg, Hollandia (1993–2007, szerződéses együttműködés)

## Híres emberek
- Itt született 1820-ban Németh Albert nemzetőr őrnagy.
- Itt született 1843. december 20-án Hevesi Lajos újságíró, író, műkritikus, művészettörténész.
- Itt töltötte gyermekkorát Bródy Sándor magyar író, drámaíró és publicista.
- Itt élt 1875 és 1879 között Blaha Lujza magyar színésznő, „a nemzet csalogánya”, akinek második férje Soldos Sándor hevesi földbirtokos volt.
- Itt élte gyermekkorát Bíró Lajos író, újságíró, forgatókönyvíró.
- Itt született Lengyel Géza, született Lővinger, 1881. január 4-én, magyar író, újságíró, szakíró, kritikus, lapszerkesztő.
- Itt élt 1887-ben négy hónapot Stevanecz Antal magyarországi szlovén író, kántortanító.
- Itt született 1889. szeptember 2-án Fóriss Ferenc botanikus, lichenológus, középiskolai tanár.
- Itt született 1889. október 8-án Hevesi József kántortanító, nótaszerző.
- Itt hunyt el 1892. április 5-én Dobóczky Ignác országgyűlési képviselő, jeles érmész.
- Itt született 1893. október 5-én Czeizler Lajos magyar labdarúgóedző.
- Itt született 1895. január 8-án Nyireő Andor magyar ügyvéd, szélsőjobboldali országgyűlési képviselő († ?).
- Itt született 1897. szeptember 2-án Beöthy István szobrász, teoretikus, az aranysor megalkotója.
- Itt született 1930. február 10-én Bóna István Széchenyi-díjas régészprofesszor, egyetemi tanár, az MTA tagja.
- Itt született 1941. június 2-án Kő Pál a Nemzet Művésze címmel kitüntetett, Kossuth-díjas szobrászművész, egyetemi tanár.
- Itt született 1949. november 18-án G. Mezei Mária ismert TV bemondó és rádiós műsorvezető.
- Itt született 1952. január 6-án Kovács Brigitta magyar színésznő, operett primadonna, énekművész, tanár.
- Itt született 1959. április 28-án Nagy István magyar rövidtávfutó.
- Itt született 1973-ban Bonyár Judit énekes, zeneszerző és zenész.

## Rendezvények
- Hagyományőrző Civil Nap
- Dinnyetörő Fesztivál
- Hevesi Márkafüggetlen Autós Találkozó, 2015 óta
- Hevesi Nagy Ho-Ho-Horgászverseny
- Fut a Heves
- Heves-Alatkai Eperfesztivál, 2015 óta